# گمینا یاکوبوف
گمینا یاکوبوف (به لهستانی:  Gmina Jakubów) یک گمینا در لهستان است که در شهرستان مینسک واقع شده‌است. گمینا یاکوبوف ۸۷٫۲۳ کیلومتر مربع مساحت و ۵٬۰۷۸ نفر جمعیت دارد.